# El Alto

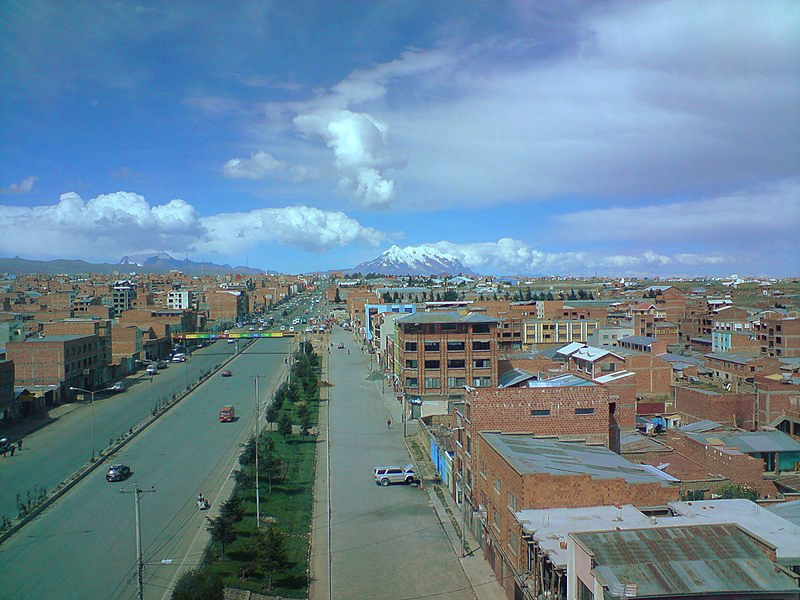
El Alto – Aleja im. Jana Pawła II

El Alto (z hiszp.: Wysokie) – drugie co do wielkości miasto w Boliwii, na wyżynie Altiplano, w zespole miejskim La Paz. W 2005 roku liczba mieszkańców według danych ze spisu powszechnego wynosiła 775.836, w 2006 wzrosła do 827.239, a w roku 2010 zwiększyła się do 1 184 942 mieszkańców. 79% populacji stanowią Ajmara, 6% Keczua a 19% ludność pochodzenia europejskiego. Od 1952 roku, czyli od przeprowadzenia reformy rolnej, miasto jest najszybciej rozwijającym się ośrodkiem w Boliwii. W mieście rozwinął się przemysł spożywczy oraz odzieżowy. W 1987 roku zostało formalnie włączone do La Paz, jednak fizycznie jest oddzielone rogatkami kontrolującymi ruch na jedynej drodze łączącej oba miasta.
Panuje tu surowy klimat, najwyższa średnia dzienna temperatura wynosi 17 °C.
W granicach miasta znajduje się międzynarodowy Port lotniczy El Alto obsługujący La Paz.
Miasto rozwija się w niekontrolowany sposób, początkowo po przeprowadzonej w 1952 reformie rolnej a następnie od chwili napływu górników ze zlikwidowanych kopalń rud miedzi. Chaotyczna i prymitywna zabudowa miasta tworzona jest wzdłuż boliwijskiego odcinka drogi panamerykańskiej i poprzecznych do niej ulic, w większości parterowa i jednopiętrowa. Wysoki stopień bezrobocia, niewielki przemysł przetwórczy, liczne warsztaty usługowe. 
Trudna sytuacja ekonomiczna mieszkańców jest przyczyną licznych protestów. W latach 2003–2005 mieszkańcy systematycznie blokowali drogę prowadząca do lotniska międzynarodowego oraz dostawy paliwa i gazu dla La Paz. Rozruchy te nazwano Boliwijską Wojną Gazową, a w ich wyniku straciło życie około 70 mieszkańców.
El Alto jest jednym z najwyżej położonych miast na świecie – do 4150 m n.p.m.

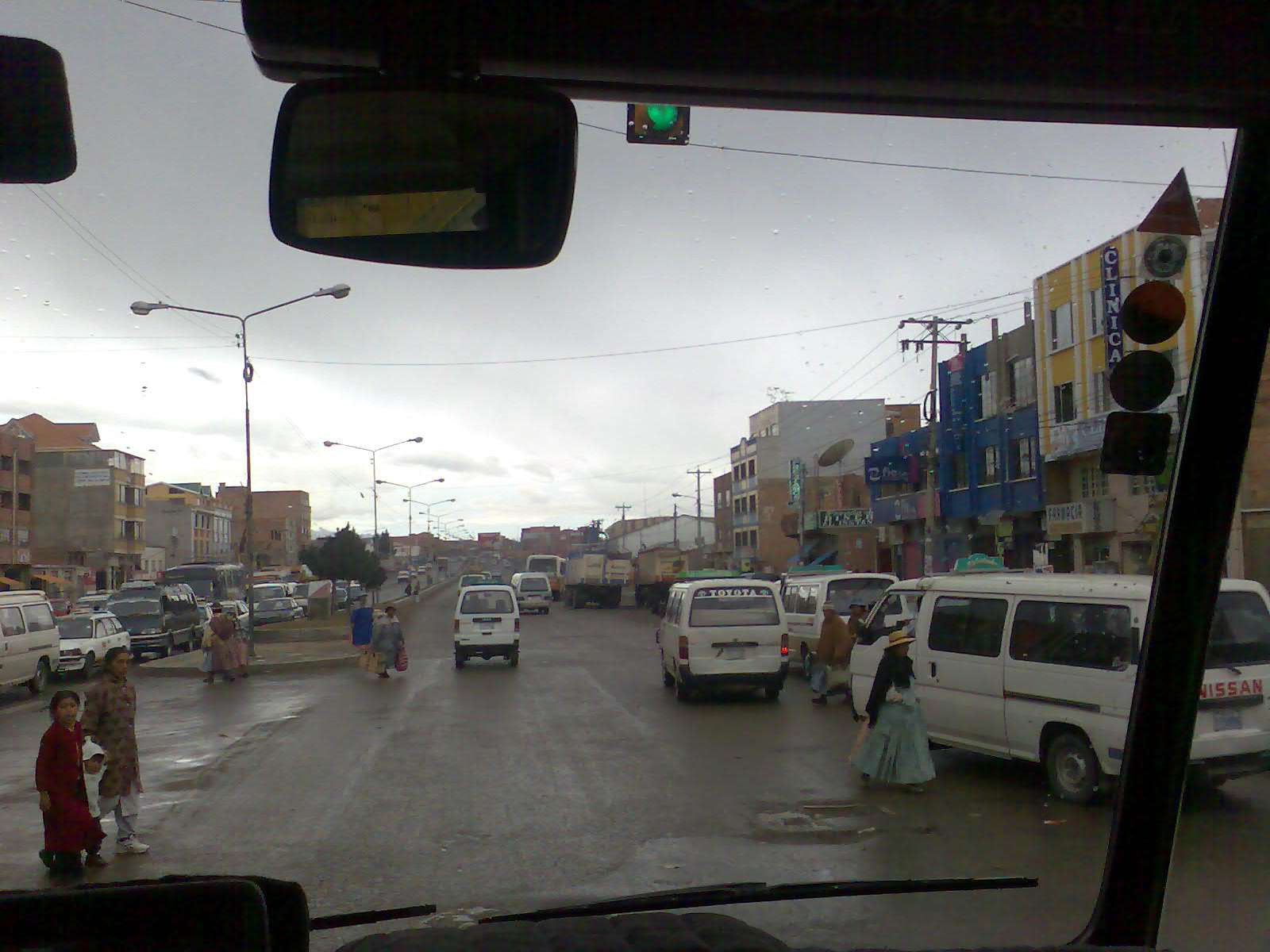
Główna ulica El Alto